# Csillám Aranyka
Csillám Aranyka ("Glittering" Goldie O' Gilt) Dagobert kacsa élete szerelme a Donald Kacsa-univerzumban. Többször szerepelt a  Disney-képregényekben és a Kacsamesék tévésorozatban. 
Elsőként a Dagobert Bácsi (Uncle Scrooge) album #2-ben jelent meg a "Vissza Klondike-ba" (Back to the Klondike, 1953, írta Carl Barks) történetben, mint Dagobert csalfa szerelme aranyásó korából, a nagy Klondike-i aranyláz idejéből. Ez idő tájt Aranyka énekesnőként dolgozik a Szerencse Bálteremben Dawsonban, Yukonban. 
A történet minden változatában Aranyka valahogy átveri Dagobertet. Miután Dagobert otthagyta, Aranyka a Félelem Fehér Völgyébe (Dagobert korábbi aranylelőhelye) költözik; később visszatér Dawsonba és a Szerencse báltermet turistahotellé alakítja.
Dagoberttel különleges kapcsolatuk van, és a pénzén kívül minden bizonnyal ő Dagobert egyedüli igaz szerelme.

## Szereplések
- Don Rosa történetek:
  - Az utolsó szánkó Dawsonba
  - Dagobert bácsi élete 8. fejezet – Klondike Királya
  - Dagobert bácsi élete 8.B fejezet – The Prisoner of White Agony Creek
  - Dagobert bácsi élete 8.C fejezet – Hearts of the Yukon
  - A Little Something Special
- Kacsamesék:
  - Vissza Klondike-ba
  - Dagopipőke
  - Míg unokaöcsök el nem választanak
  - A kacsahegyek mélyén